# Dag der Marrons

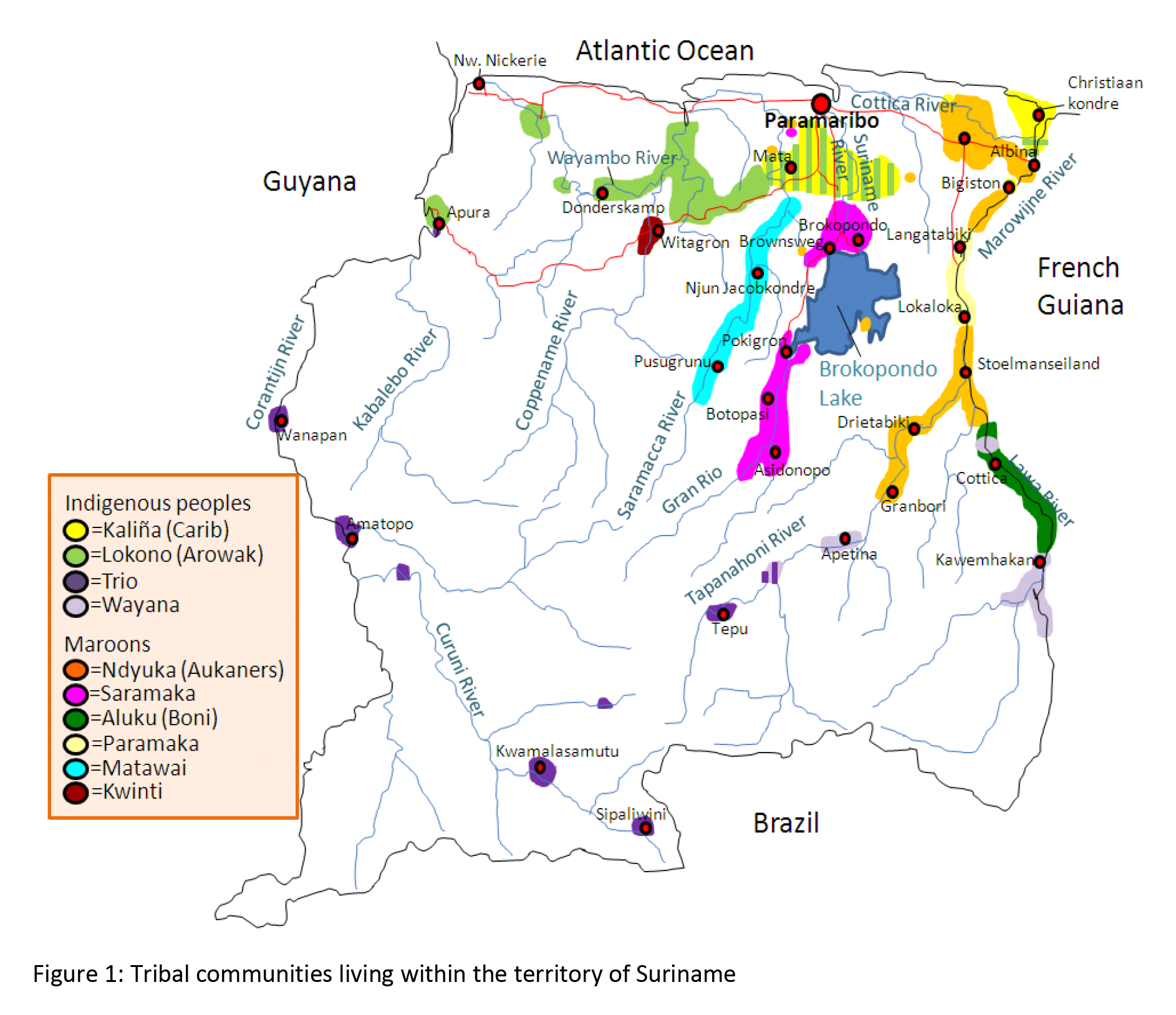
Spreiding van de inheemsen en marrons

De Dag der Marrons, ook wel Dag van de Marrons of Marrondag, is de jaarlijkse gezamenlijke herdenkingsdag en viering op 10 oktober van de strijd van de Marronvoorouders tegen onderdrukking én voor vrijheid. Op deze dag herdenken en vieren de marrongemeenschappen de strijd van hun voorouders tegen onderdrukking en voor vrijheid. Een strijd waarmee zij, in respectievelijk het Vredesverdrag van 1760 (de Aukaners), 1762 (de Saramaccaners), 1767 (de Matawai) en 1860 (de Aluku), het Nederlandse koloniale bestuur dwongen vrede met hen te sluiten en daarmee hun vrijheid en menselijke waardigheid te erkennen. 

## Initiatief
De Dag der Marrons is een initiatief geweest van de marronhistoricus André Pakosie in 1970. Toentertijd was Pakosie voorzitter van Akifonga, een organisatie van jongeren uit het binnenland van Suriname die opkwam voor de belangen van de marrons uit het binnenland van Suriname.
Pakosie voerde van 1970 tot 1974 besprekingen met verschillende marronorganisaties, waaronder de belangenverenigingen van de verschillende lo's, en met tal van personen in de marronsamenlevingen om te komen tot een dag voor een gezamenlijke jaarlijkse herdenking en viering van de vrijheidsstrijd van hun voorouders, Dag der Marrons. Ook besprak hij zijn idee met de vier granmans: Gazon Matodja (Aukaners), 'Agbago' Jozef Daniël Aboikoni (Saramaccaners), Cornelis Zacharias Forster (Paramaccaners) en Alfred Aboné Lafanti (Matawai). Zij gaven hem 1973 hun goedkeuring.
De granman van de Saramaccaners stelde tijdens deze bijeenkomst voor om de dag van  10 oktober  te nemen waarop in 1760 de vrede met de Aukaners tot stand kwam. Hij onderbouwde zijn voorstel door aan te geven dat de vrede met de Aukaners de eerste vrede was die stand hield en die als model diende voor de andere vredesverdragen die volgden met de andere marrongroepen. De andere granman gingen akkoord met het voorstel van granman Agbago Aboikoni. Taata Tebini Anka, een bekend historicus over de Saramaccaners uit die tijd, zong vervolgens op verzoek van granman Agbago Aboikoni een gepast Saramaccaans vrijheidslied. De vier granmans gaven daarna aan Pakosie officieel de opdracht om de precieze datum van de vrede met de Aukaners na te gaan en de instelling van deze dag te realiseren.

## Viering in Suriname

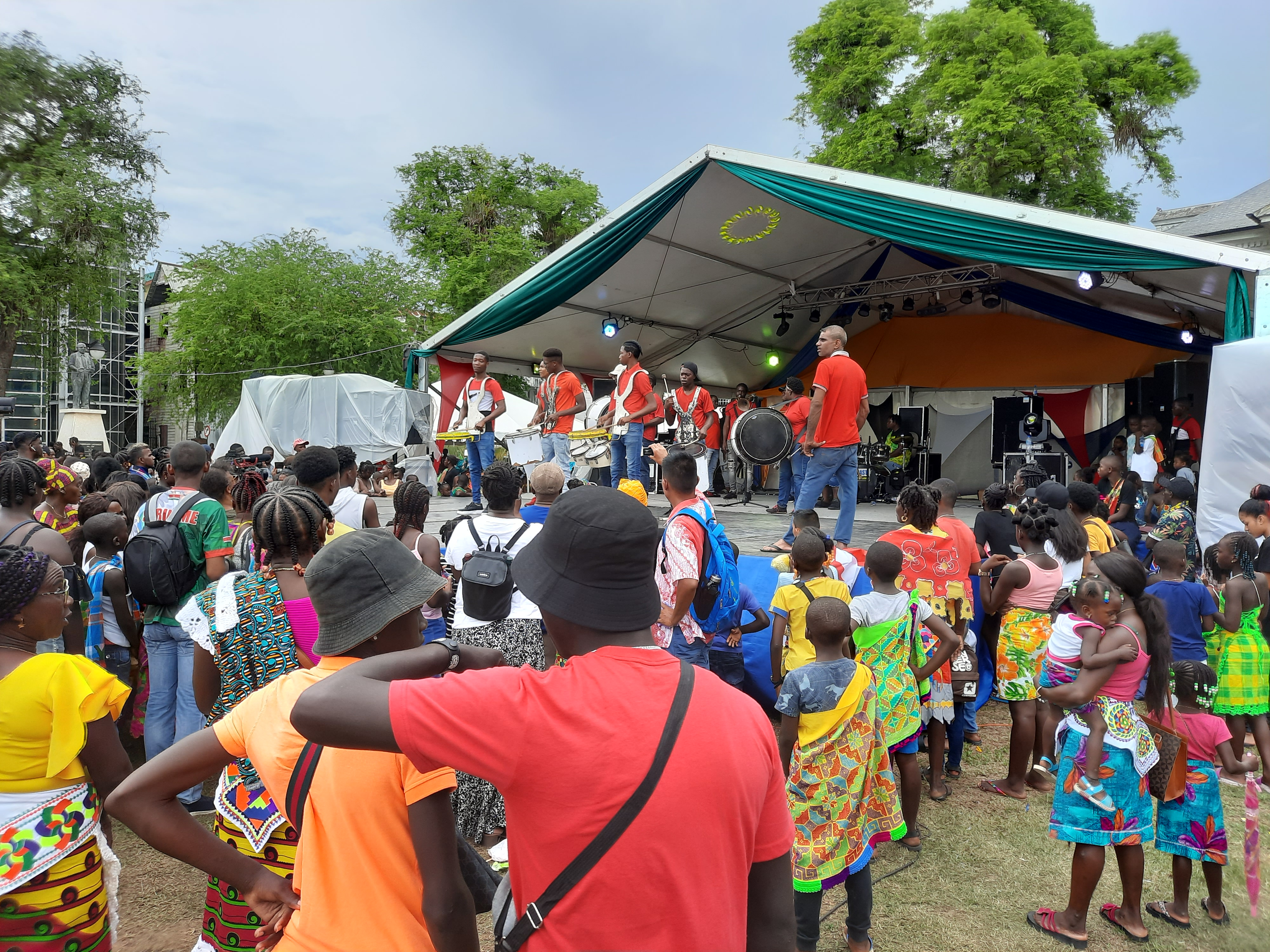
Dag der Marrons, Paramaribo (2020)